# Список умерших в 660 году

## Апрель
- 6 апреля — Дерфель Могучий — валлийский святой воин.

## Август
- 27 августа — Вакул Соррентский — святой епископ Сорренто.

## Декабрь
- 1 декабря — Элигий (72) — святой Римско-Католической Церкви, епископ Нуайона (641—660).

## Дата смерти неизвестна или требует уточнения
- Абу Рафи — сподвижник пророка Мухаммада и его вольноотпущенник.
- Аго, герцог Фриуля.
- Асма бинт Умайс — сподвижница пророка Мухаммада.
- Гил Гавбара — царь и основатель династии дабуидов.
- Донат Безансонский — архиепископ Безансона, святой.
- Дхармакирти — индийский философ, буддийский монах, принадлежащий школе Йогачары, основатель индийской буддийской логики, развивший идеи Дигнаги.
- Коналл II — король Дал Риады (650—660).
- Крундмаэл мак Суибни — король Айлеха (636—660).
- Магн Авиньонский — святой, епископ Авиньона.
- Сигеберт II — король Эссекса (653—660).
- Фредегар — полулегендарный франкский хронист.
- Худжр ибн Ади — сподвижник пророка Мухаммеда.